# L'Escargot
L'Escargot est un découpage par Henri Matisse, créé entre l'été 1952 et l'hiver 1953.
Composé de papier et gouache formant une spirale, il fait partie des dernières œuvres de Matisse, les gouaches découpées, conçues dès que sa santé le rendit trop mal à l'aise pour peindre.
Le tableau mesure 287 × 288 cm et fait partie de la collection Tate depuis 1962.